# Paula Kalenberg
Paula Kalenberg (Dinslaken, 9 novembre 1986) è un'attrice tedesca.

## Filmografia parziale

### Cinema
- Die Wolke, regia di Gregor Schnitzler (2006)
- Was am Ende zählt, regia di Julia von Heinz (2007)
- Dunya & Desie, regia di Dana Nechushtan (2008)
- Krabat e il mulino dei dodici corvi (Krabat), regia di Marco Kreuzpaintner (2008)
- Im Winter ein Jahr, regia di Caroline Link (2008)
- Vision - Aus dem Leben der Hildegard von Bingen, regia di Margarethe von Trotta (2009)
- Jud Süss - Film ohne Gewissen, regia di Oskar Roehler (2010)
- Kokowääh 2, regia di Til Schweiger e Torsten Künstler (2013)
- Systemfehler - Wenn Inge tanzt, regia di Wolfgang Groos (2013)
- Enkel für Anfänger, regia di Wolfgang Groos (2020)
- Nahschuss, regia di Franziska Stünkel (2021)
- Io, tu, lui e lei (Du Sie Er & Wir), regia di Florian Gottschick (2021)

### Televisione
- Der Stich des Skorpion - film TV (2004)
- Kabale und Liebe - film TV (2005)
- Four Seasons - miniserie TV, 4 episodi (2008-2009)
- Il segreto di Clarissa (Clarissas Geheimnis) - film TV (2012)
- Tatort - serie TV, 2 episodi (2003, 2012)
- Starfighter - Sie wollten den Himmel erobern - film TV (2015)
- Der Fall Barschel - film TV (2015)
- Programma protezione testimoni (Das Programm) - film TV (2016)
- Last X-Mas - miniserie TV (2022)
- Ultima traccia Berlino (Letzte Spur Berlin) - serie TV, 10 episodi (2020-2024)